# Moralillo
Moralillo es una localidad del municipio de Pánuco ubicado en la región de la Huasteca Alta del estado mexicano de Veracruz.

## Geografía
La localidad de Moralillo se sitúa en las coordenadas geográficas 22°13′39″N 97°54′47″O / 22.2275952, -97.9129873, a una elevación de 13 metros sobre el nivel del mar.

## Demografía
Según el Conteo de Población y Vivienda 2020, efectuado por el Instituto Nacional de Estadística y Geografía, la localidad de Moralillo tiene 10,737 habitantes, de los cuales 5,300 son del sexo masculino y 5,437 del sexo femenino. La tasa de fecundidad es de 2.11 hijos por mujer y tiene 3,084 viviendas particulares habitadas.
| Gráfica de evolución demográfica de Moralillo entre 1960 y 2020 |
|                                                                 |
| INEGI.                                                          |